# Al-Fayha Football Club
El Al-Fayha F. C. es un club de fútbol árabe de la ciudad de Al Majma'ah, Provincia de Riad. Fue fundado en 1954 y actualmente juega en la Liga Profesional Saudí. Los colores del Al-Fayha FC son naranja y azul lo que les hizo ganar el apodo Al Burtuqali (la naranja). Ganaron la Segunda División Saudí en la temporada 2013/14 y quedaron segundos en la misma liga diez años antes. El 29 de abril de 2017 ganaron por primera vez la Primera División Saudí obteniendo así su ascenso a la máxima categoría por primera vez en su historia.
Comparten su estadio el King Salman Sport City Stadium con los equipos Al-Mojzel Club y Al-Faisaly.

## Historia
Al-Fayha fue fundado en 1954 en Al-Majma'ah y fue registrado el 15 de agosto de 1966. Es uno de los clubes más antiguos del país y el más antiguo en Al Majama'ah.
Desde su formación, el Al-Fayha FC ha tenido un rol importante al servicio de la juventud de Al Majma'ah. El club es considerado uno de los más activos e interactivos de su ciudad.

## Jugadores

### Plantilla
- Actualizado al 06 de Septiembre de 2024